# Cheekpoint
Cheekpoint är en ort i republiken Irland.   Den ligger i grevskapet Waterford och provinsen Munster, i den sydöstra delen av landet, 130 km söder om huvudstaden Dublin. Cheekpoint ligger 15 meter över havet och antalet invånare är 334.
Terrängen runt Cheekpoint är huvudsakligen platt. Cheekpoint ligger nere i en dal.  Närmaste större samhälle är Waterford, 7,8 km väster om Cheekpoint. Trakten runt Cheekpoint består i huvudsak av gräsmarker.